# Семейство Защо Защо
„Семейство Защо Защо“ (на френски: Les Kikekoi) е френски анимационен сериал. Премиерата му е през 1996 година във Франция, а в САЩ е през 1998 година по Fox.

## Сюжет
Състои се от няколко кратки 5-минутни скеча, всеки от които свързан с определен научен въпрос от бебето Виктор. Следва обширен отговор от член на семейството с конкретен експертен опит в областта на науката.

## Членовете
- Татко Макс – технологии и електроника
- Мама Ванилия и двете птици – Квик и Квак – флора и фауна
- Баба Ърта и дракона Базалт – география, геология и метеорология
- Чичо Микро и чичо Скопо – биология на човешкото тяло
- Дядо Матик и неговото куче Зиго – пространството и Вселената

## „Семейство Защо Защо“ в България
В България сериалът е излъчен през 2000 г. по bTV, като част от детския блок Fox Kids, озвучен на български. Ролите се озвучават от артистите Йорданка Илова, Ася Рачева, Румен Угрински и Цанко Тасев.